# Heimioporus betula
Heimióporus bétula [syn.  Austroboletus betula] — гриб семейства Болетовые (Boletaceae).
Синонимы:
- Austroboletus betula (Schwein.) E. Horak, 1980
- Boletellus betula (Schwein.) E.-J. Gilbert, 1931
- Boletus betula Schwein., 1822basionym
- Boletus morganii Peck, 1883
- Ceriomyces betula (Schwein.) Murrill, 1909
- Frostiella betula (Schwein.) Murrill, 1942
- Heimiella betula (Schwein.) Watling, 1990

## Описание
- Шляпка 3—7,5 см в диаметре, в молодом возрасте полушаровидная, затем становящаяся уплощённой и вдавленной, с блестящей железистой, ярко-жёлтой, жёлто-коричневой, красной, красно-оранжевой или красно-коричневой поверхностью.
- Мякоть светло-жёлтого цвета, иногда с оттенком красного. Запах отсутствует.
- Гименофор трубчатый, жёлтого цвета, с возрастом приобретающий оливковый оттенок.
- Ножка 7,5—18 см длиной, ровная или утончающаяся кверху, розового или розоватого цвета, с ярко выраженной, иногда краснеющей с возрастом сеточкой.
- Споровый порошок оливково-коричневого цвета. Споры светло-коричневые, 15—18×6—9 мкм, эллипсоидной формы.
- Встречается одиночно или небольшими группами, в широколиственных и смешанных лесах. Образует микоризу. Встречается летом и осенью.
- Съедобен.

## Сходные виды
- Boletellus russellii встречается значительно реже. Отличается сухой, с возрастом растрескивающейся шляпкой.